# James M. Stevens
James McTucker Stevens (* 30. Januar 1873 im Oneida County, Idaho; † 22. August 1937 in Los Angeles, Kalifornien) war ein US-amerikanischer Politiker. Zwischen 1903 und 1905 war er Vizegouverneur des Bundesstaates Idaho.

## Werdegang
James Stevens wuchs auf der Farm seines Vaters auf und besuchte die öffentlichen Schulen seiner Heimat. Nach einem anschließenden Jurastudium an der Stanford University in Kalifornien und seiner Zulassung als Rechtsanwalt begann er in der Kanzlei Detrich, Chalmers & Stevens in Boise in diesem Beruf zu arbeiten. Politisch schloss er sich der Republikanischen Partei an. 1902 wurde er an der Seite von John T. Morrison zum Vizegouverneur von Idaho gewählt. Dieses Amt bekleidete er zwischen dem 5. Januar 1903 und dem 2. Januar 1905. Dabei war er Stellvertreter des Gouverneurs und Vorsitzender des Staatssenats.
Nach dem Ende seiner Zeit als Vizegouverneur praktizierte James Stevens wieder als Jurist. Später zog er nach Los Angeles, wo er einer der juristischen Vertreter (Assistant City Attorney) dieser Stadt wurde. Dort ist er am 22. August 1937 nach kurzer Krankheit auch verstorben.